# Никол Краус
Никол Краус (енгл. Nicole Krauss, Њујорк, 18. август 1974) је америчка ауторка најпознатија по четири романа Man Walks into a Room (Човек улази у собу) (2002), The History of Love (Историја љубави) (2005), Great House (Велика кућа) (2010) и Forest Dark (Шумски мрак) (2017), који су преведени на 35 језика.  Њена фикција је објављена у часописима The New Yorker, Harper's, Esquire, и Granta'с Best American Novelists Under 40, а сакупљена је у Best American Short Stories 2003, Best American Short Stories 2008и Best American Short Stories 2019. Године 2011, Никол Краус је освојила награду на Anisfield-Wolf Book Awards за Велику кућу. Збирка њених кратких прича To Be a Man (Бити мушко) објављена је 2020.  и освојила је Wingate Literary Prize 2022.

## Рани живот
Краус, која је одрастала на Лонг Ајленду, Њујорк, рођена је на Менхетну, у Њујорку, од мајке британске Јеврејке и оца америчког Јеврејина, инжењера и ортопедског хирурга  који је делимично одрастао у Израелу. Краусови бака и деда по мајци рођени су у Немачкој и Украјини, а касније су емигрирали у Лондон. Њена бака и деда по оцу рођени су у Мађарској и Слониму у Белорусији, упознали су се у Израелу, а касније су емигрирали у Њујорк. Многа од ових места су централна у Краусовом роману из 2005. Историја љубави, а књига је посвећена њеним бакама и декама.
Краус, која је почела да пише када је била тинејџерка, је писала и објављивала углавном поезију  све док није започела свој први роман 2001. године.
Године 1987, када је Краусов отац отпутовао са породицом у Швајцарску да добије медицинску стипендију у Базелу, она је уписана у Међународну школу у Женеви, где је наставила средњу школу у 9. години. Краусова сећања на то искуство преноси њена аутобиографска приповетка „Швајцарска“, објављена 2020. године 
Краус је 1992. године уписала Универзитет Станфорд, а те јесени је упознала Џозефа Бродског који је блиско сарађивао са њом на њеној поезији током наредне три године. Такође ју је упознао са радом писаца као што су Итало Калвино и Збигњев Херберт. Године 1999, три године након што је Бродски умро, Краус је снимила документарац о свом раду за BBC Radio 3. Отпутовала је у Санкт Петербург где је стајала у „соби и по” у којој је он одрастао, прославио се својим есејем тог наслова. Краус је дипломирала енглески језик и дипломирала са одличним успехом, освојивши неколико додипломских награда за своју поезију, као и Деканову награду за академски успех. Такође је курирала серију читања са Фионом Мазел у Руском самовару, ресторану у Њујорку чији су суоснивачи Роман Каплан, Бродски и Михаил Баришњиков.
Краусова је 1996. године добила Маршалову стипендију и уписала магистарски програм на Сомервил колеџу у Оксфорду  где је написала тезу о америчком уметнику Џозефу Корнелу. Током друге године стипендије похађала је Courtauld Institute у Лондону, где је магистрирала историју уметности, специјализујући се за холандску уметност 17. века и написала тезу о Рембранту.

## Каријера
Doubleday је 2002. објавио Краусов хваљени  први роман, Man Walks Into a Room (Човек улази у собу). Медитација о сећању и личној историји, самоћи и интимности, роман је добио похвале Сузан Сонтаг и био је финалиста књижевне награде Los Angeles Times-а. Филмска права на роман изабрао је Ричард Гир.
Краусов други роман, Историја љубави, први пут је објављен као одломак у Њујоркеру 2004. године, под насловом Последње речи на Земљи. Роман, који је 2005. године у Сједињеним Државама објавио W. W. Norton, преплиће приче Леа Гурског, 80-годишњег преживјелог Холокауста из Слонима, младе Алме Сингер која се носи са смрћу свог оца и причу изгубљеног рукописа који се такође зове Историја љубави. Књига је 2006. била финалиста Женске награде за белетристику и освојила је међународну награду Вилијам Саројан 2008. за писање за белетристику. Филм о књизи, у режији Радуа Михаилеануа, објављен је 2016.
У пролеће 2007. Краус је била Holtzbrinck-ов истакнути посетилац на Америчкој академији у Берлину.
Њен трећи роман, Велика кућа, повезује приче четири лика са столом са много фиока који има моћ над онима који га поседују или су га дали. Проглашена је за финалисту Националне награде за књижевност 2010. и ушла је у ужи избор за Женску награду за белетристику 2011. а такође је освојила Award from the Anisfield-Wolf Book Awards 2011.
Године 2015. објављено је да је Краус потписала уговор од 4 милиона долара са HarperCollins за објављивање њена следећа два дела: романа и књиге кратких прича. Роман носи наслов Шумски мрак и објављен је 2017. Франческа Сегал, која пише за Financial Times, описује је као „богато слојевиту причу о два живота“ која истражује „идеје идентитета и припадности – и привлачност Тел Авив Хилтона“. Наслов романа је изведен из почетних редова Дантеовог Пакла, у преводу Хенрија Водсворта Лонгфелоа. Збирка кратких прича Бити мушко објављена је 2020. и освојила је 2022. Wingate Literary Prize.
Краус је 2020. године била један од три резиденцијална уметника на Институту Мортимер Б. Зуцкерман за ментално понашање на Универзитету Колумбија.
Краус је 2021. године добила Sami Rohr Prize for Jewish Literature и прва која је добила новостворену награду Inspiration Award, уведену поводом обележавања 15. годишњице награде.

## Теме
Краусов рад често истражује однос између јеврејске историје и идентитета, ограниченог капацитета језика и комуникације да произведе разумевање, усамљеност и памћење. Ове теме су лако уочљиве почевши од њеног првог романа Man Walks Into a Room (Човек улази у собу), где протагонисткиња губи године проживљеног сећања задржавајући све когнитивне функције. Играјући се принципима когнитивне неуронауке и метафизике, Човек улази у собу разматра релативне улоге проживљеног искуства, материјалности и когнитивног памћења у обликовању личног идентитета и бића.
Одступајући од њеног ранијег рада, Краусови каснији романи прогресивно преиспитују и напуштају традиционалну наративну структуру у потрази за темама које су карактеристичније за касну постмодерну књижевност. Фрагментација и нелинеарни наратив постају све присутнији у њеном раду кроз употребу вишеструких наратора чији се наративни лукови можда не сусрећу директно, али чија су значења изведена из резонанције и сличности образаца (видети Историја љубави, Велика кућа, Шумски мрак). Историја љубави и Шумски мрак користе технике метафикције и интертекстуалности, доводећи у питање истинитост форме романа и антагонизирајући традиционални уговор између читаоца и текста. Ко-протагониста Шумскиог мрака је посебно романописац који дели име аутора и неколико биографских детаља, укључујући размишљања о неуспелом браку са мушкарцем са којим лик има двоје деце, разматрање ограничења фикције, фасцинацију Францом Кафкин живот и писање, и преокупација „јеврејским мистицизмом, Израелом и стварањем“. У интервјуу за The Guardian из августа 2017. године, Краус је цитирана како каже:
“У извесном смислу, сопство је мање-више изум од почетка до краја. Шта је нестварније, шта је више креација од сопства? Зашто толико улажемо у сазнање шта је истина, а шта није истина о животима људи? Зашто је уопште ваљано правити разлику између аутобиографије, ауто-фикције и саме фикције? Која фикција не садржи дубок одраз ауторове перспективе и сећања и осећаја за свет?”
Чини се да ово очигледно замагљивање разлике између стварности и фикције одражава одбацивање објективизма у корист узвишеног релативизма  и уједињује Краусову са ширим гешталтом заједничким њеним постмодерним вршњацима.

## Лични живот
Краус живи у Бруклину, Њујорк. Има двоје деце, Сашу и Саја, са својим бившим мужем, романописцем Џонатаном Сафраном Фоера. Она и Фоер су се венчали 2004. и развели 2014. Краусова је потом започела петогодишњу везу са израелским новинаром и романописцем Гоном Бен Аријем, кога је упознала када му је дала интервју неколико година раније.

### Новеле
- Man Walks Into a Room, (Doubleday, 2002).
- The History of Love: a novel, (W. W. Norton, 2005).
- Great House, (W. W. Norton, 2010).
- Forest Dark, (HarperCollins, 2017).

### Кратка фикција
Збирке
- To Be a Man: Stories, (HarperCollins (USA); Bloomsbury Publishing (UK), 2020)

Приче 
| Наслов                                                             | Година | Први пут објављено                                                                            | Поново штампано/сакупљено | Напомене                                                                                      |
| ------------------------------------------------------------------ | ------ | --------------------------------------------------------------------------------------------- | --- | --------------------------------------------------------------------------------------------- |
| Future Emergencies                                                 | 2002.  | Esquire (1. новембар 2002)                                                                    | - Katrina Kennison; Walter Mosley, ур. (2003). The Best American Short Stories 2003. Houghton Mifflin. - Krauss, Nicole (2020). To Be a Man: Stories. HarperCollins (USA); Bloomsbury Publishing (UK).      |                                                                                               |
| The last words on Earth (Последње речи на Земљи)                   | 2004.  | The New Yorker (9. фебруар 2004.)                                                             | |                                                                                               |
| My painter (Мој сликар)                                            | 2007.  | Granta 97: Најбољи од младих америчких романописаца 2 (16. април 2007.)                       | |                                                                                               |
| From the desk of Daniel Varsky (Са стола Данијела Варског)         | 2007.  | Harper's (јун 2007)                                                                           | Heidi Pitlor; Salman Rushdie, ур. (2008). The Best American Short Stories 2008. Houghton Mifflin. |                                                                                               |
| The young painters (Млади сликари)                                 | 2010.  | The New Yorker 86/18 (28. јун 2010.)                                                          | |                                                                                               |
| An arrangement of light                                            | 2012.  | An arrangement of light. San Francisco: Byliner. 2012. ISBN 9781614520405.                    | |                                                                                               |
| Zusya on the roof (Зусиа на крову)                                 | 2013.  | The New Yorker 88/46 (4. фебруар 2013.)                                                       | [ б ] | Krauss, Nicole (2020). To Be a Man: Stories. HarperCollins (USA); Bloomsbury Publishing (UK). |
| I Am Asleep but My Heart Is Awake (Спавам, али моје срце је будно) | 2013.  | The New Republic (децембар 2013)                                                              | Krauss, Nicole (2020). To Be a Man: Stories. HarperCollins (USA); Bloomsbury Publishing (UK). |                                                                                               |
| Seeing Ershadi (Видевши Ершадија)                                  | 2018.  | The New Yorker (5. март 2018.)                                                                | Krauss, Nicole (2020). To Be a Man: Stories. HarperCollins (USA); Bloomsbury Publishing (UK). |                                                                                               |
| End of Days (Крај дана)                                            | 2020   | Krauss, Nicole (2020). To Be a Man: Stories. HarperCollins (USA); Bloomsbury Publishing (UK). | |                                                                                               |
| Switzerland (Швајцарска)                                           | 2020   | Krauss, Nicole (21. 9. 2020). „Switzerland”. The New Yorker. 96 (28): 52—58.                  | - Jesmyn Ward; Heidi Pitlor, ур. (2020). Best American Short Stories 2020. Houghton Mifflin. - Krauss, Nicole (2020). „Switzerland”. To Be a Man: Stories. HarperCollins (USA); Bloomsbury Publishing (UK). |                                                                                               |
| To Be a Man (Бити мушко)                                           | 2020   | The Atlantic (2. октобар 2020.)                                                               | Krauss, Nicole (2020). To Be a Man: Stories. HarperCollins (USA); Bloomsbury Publishing (UK). |                                                                                               |
| Long Island (Лонг Исланд)                                          | 2023   | The New Yorker 99/13 (15. мај 2023.)                                                          | |                                                                                               |

### Есеји и извештавање
- Krauss, Nicole (зима 2003). „Philip Guston: the first painter after the last” (PDF). Modern Painters: 86—91. Архивирано из оригинала (PDF) 4. 3. 2016. г. Приступљено 28. 1. 2015.
- — (18. 4. 2005). „My summer in Poland”. Are We There Yet?. The New Yorker. Приступљено 28. 1. 2015.
- — (2011). „Preface”.  Ур.: Aleksandar Hemon. Best European Fiction 2012. Dalkey Archive Press. ISBN 9781564786807.
- — (24. 3. 2011). „Writer's block: the end of bookstores”. The New Republic. Приступљено 28. 1. 2015.

Преглед књига
| Датум | Прегледни чланак                                                                                          | Рад(ови) прегледани                                                                       |
| ----- | --- | ----------------------------------------------------------------------------------------- |
| 1999  | Krauss, Nicole (7. 11. 1999). „Future Tense”. Los Angeles Times. Приступљено 16. 9. 2017.                 | Joseph Brodsky (1995). Discovery. New York: Farrar, Straus & Giroux. ISBN 978-1437964127. |
| 2011  | Nicole Krauss (29. 9. 2011). „Antwerp by Roberto Bolaño – review”. The Guardian. Приступљено 28. 1. 2015. | Roberto Bolaño (2010). Antwerp. New York: New Directions Publishing. ISBN 978-0811217170. |

Напомене
1. ↑  Кратке приче осим ако није другачије назначено.
2. 1 2 3 4 5 6 7  
Aminatta Forna (18. 11. 2020). „To Be a Man by Nicole Krauss review – how far do we really know ourselves?”. The Guardian. Приступљено 6. 12. 2020.
3. ↑  Kasia Mychajlowycz (15. 6. 2012). „Nicole Krauss at Luminato 2012”. The Toronto Review of Books. Приступљено 22. 8. 2012. Krauss introduced and read this novella at Luminato, Toronto's Festival of Arts and Creativity
4. ↑  Jason Diamond (6. 1. 2014). „'The New Republic' is Back in the Short Story Publishing Business”. Vol.1 Brooklyn. Приступљено 5. 9. 2017.
5. ↑  Nicole Krauss. „Seeing Ershadi”. Приступљено 15. 11. 2019., The New Yorker (March 5, 2018)..
6. ↑  Nicole Krauss. „To Be a Man”. Приступљено 2. 12. 2020., The Atlantic (October 2, 2020)..

## Награде и признања
- Добитник Wingate Literary Prize, 2022.
- Награда Sami Rohr за јеврејску књижевну инспирацију, 2021.
- Добитник Anisfield-Wolf Book Awards, 2011.
- Ужи избор за Женску награду за белетристику, 2011.
- Финалиста Националне награде за књигу, 2010.
- Изабран као један од The New Yorker-ових писаца „20 испод 40“ које треба прочитати, 2010.[1]
- Међународна награда Вилијам Саројан за писање, 2008
- Granta's најбољи амерички романописци млађи од 40 година, 2007
- Prix du Meilleur Livre Étranger ( Награда за најбољу страну књигу ) (Француска), 2006.
- Ужи избор за награду Медичи (Француска), 2006
- Ужи избор за награду Фемина (Француска), 2006
- Ужи избор за Женску награду за белетристику (УК), 2006
- Награда Едвард Луис Волант, 2005.
- Esquire је 2002. прогласио "најбољим и најсјајнијим писцем".